# Disfemismo
O disfemismo (ou cacofemismo) é uma figura de estilo (figura de linguagem) que consiste em empregar deliberadamente termos ou expressões depreciativas, sarcásticas ou grosseiras para fazer referência a um determinado tema, coisa ou pessoa, opondo-se assim, ao eufemismo. Expressões disfêmicas são frequentemente usadas para criar situações de humor. 
Exemplos:
- Morrer: "comer capim pela raiz", "vestir o paletó de madeira", "ir para a terra dos pés-juntos", "bater as botas", "finar-se" etc.
- Urinar: "tirar água do joelho", "mudar a água às azeitonas", "pipetar ácido sulfúrico no joelho" etc.
- Defecar: "soltar um barro(so)", "chapiscar a porcelana", "fazer rapel sentado", "dar uma barrigada", "tirar o charuto do beiço", "riscar a louça", "torar o rabo do macaco" etc.